# If I Never See Your Face Again
If I Never See Your Face Again è un singolo del gruppo musicale statunitense Maroon 5, pubblicato il 2 maggio 2008 come quarto estratto dal secondo album in studio It Won't Be Soon Before Long.
Registrato in una nuova versione, ha visto la partecipazione della cantante barbadiana Rihanna.
Il brano è stato scritto da Adam Levine e James Valentine.
La canzone è inclusa nelle nuove edizioni di It Won't Be Soon Before Long e di Good Girl Gone Bad - quest'ultima nella versione di Good Girl Gone Bad: Reloaded. I produttori sono stati Mike Elizondo, Mark "Spike" Stent e gli stessi Maroon 5. Ai Grammy Awards 2009 il brano è stato candidato nella categoria miglior collaborazione pop vocale.

## Descrizione
If I Never See Your Face Again è stato trasmesso dalle radio in America dal 13 maggio 2008. La canzone ha debuttato alla #57 della Billabord Hot 100 e dopo una settimana dalla distribuzione, ha raggiunto la #11 della U.S. iTunes Chart.

## Video musicale
Il video, diretto da Anthony Mandler, è andata in onda a Total Request Live il 13 maggio 2008. Nel video ci sono scene di Rihanna che canta con tutto il gruppo, alternate ad altre in cui è sola insieme ad Adam Levine in una camera da letto o in una sala da pranzo. Altre la ritraggono sempre insieme a Levine, su un letto o che pronunzia suoni o rumori nella canzone.

## Classifiche

### Classifiche settimanali
| Classifica (2008) | Posizione massima |
| ----------------- | ----------------- |
| Australia         | 11                |
| Austria           | 54                |
| Belgio (Fiandre)  | 68                |
| Canada            | 12                |
| Danimarca         | 31                |
| Irlanda           | 16                |
| Italia            | 15                |
| Nuova Zelanda     | 21                |
| Paesi Bassi       | 20                |
| Regno Unito       | 28                |
| Stati Uniti       | 51                |
| Svizzera          | 52                |

### Classifiche di fine anno
| Classifica (2008) | Posizione |
| ----------------- | --------- |
| Australia         | 69        |
| Canada            | 43        |